# Clube Atlético Rondoniense
Clube Atlético Rondoniense é um clube brasileiro de futebol da cidade de Vilhena, no estado de Rondônia, fundado em 1 de julho de 2006. Em seus primeiros 10 anos de clube, o Atlético Rondoniense nunca disputou uma competição profissional, entre 2006 (ano de sua fundação) até 2021, o clube só disputou competições amadoras locais na cidade de Vilhena e no estado, sendo seu foco total em competições de júniores (sub15 ao sub23). Seus dois maiores rivais são o Vilhena Esporte Clube (VEC) e o Barcelona de Rondônia ambos da cidade de Vilhena, A rivalidade se teve pelos constantes duelos amadores na cidade, sendo o Atlético o único que ainda não se profissionalizou.

## Títulos

### Categorias de base
- Copa CAR (sub-13): 2007
- Campeonato Rondoniense (sub-17): 2013